# Сражение при Рич-Маунтин
Сражение при Рич-Маунтин (англ. The Battle of Rich Mountain) произошло 11 июля 1861 года в округе Рандолф, Вирджиния (сейчас — Западная Вирджиния) и стало одним из первых сражений американской гражданской войны и одним из первых сражений кампании в Западной Вирджинии.

## Предыстория
В июне 1861 года командующим федеральными войсками в Западной Вирджинии был назначен генерал-майор Джордж Макклеллан. 27 июня он выступил со своими войсками (2 бригады) из города Кларксберг (штат Западная Виргиния) на юг. 9 июля федералы достигли города Рич-Маунтин, где находилась бригада конфедератов под командованием подполковника Джона Пеграма. Тем временем из Филиппи вышла бригада федералов под командованием бригадного генерала Томаса Морриса с задачей разгромить основные силы мятежников, находящихся под командованием бригадного генерала Роберта Гарнетта, которые концентрировались в окрестностях горы Лорел Хилл.
В то же самое время в ночь с 10 на 11 июля 1861 года федеральный генерал Уильям Роузкранс выступил со своей бригадой с задачей перерезать дорогу Стонтон-Паркерсберг, находящуюся в тылу у конфедератов, таким образом полностью перекрыв им пути снабжения.

## Сражение
Появившиеся утром 11 июля в тылу федеральные войска Роузкранса застали конфедератов Пергама врасплох. После ожесточенной двухчасовой перестрелки мятежники начали беспорядочное отступление. Меньшая часть из них (около 300 человек) сумела уйти к местечку Беверли, а позже оторваться от преследования федеральных солдат по горной тропе Шонни, вторая же часть южан, участвовавших в бою, среди которых был и Пеграм, пыталась уйти в противоположном направлении, но после двух дней преследования попали в окружение и 13 июля 1861 года были вынуждены сложить оружие.

## Последствия
В бою и после него южане потеряли около 1000 человек (большинство пленными), среди пленных был и Джон Пергам, который стал первым офицером армии КША, попавшим в плен в ходе гражданской войны. Потери северян составили всего 46 человек убитыми и ранеными. После разгрома Пеграма, Роберт Гарнетт увидел, что над ним нависла угроза окружения федеральными войсками, попытался увести свои силы, тем не менее попытка была неудачной и привела 13 июля 1861 года к сражению при Коррик-Форд, в котором генерал Гарнетт был убит, став первым генералом Конфедерации, погибшим в ходе гражданской войны.
Победа генерала Джорджа Макклелана произвела хорошее впечатление в Вашингтоне и, как следствие, он был назначен командиром Потомакской армии. Однако он в значительной степени присвоил себе результаты победы именно Роузкранса (так как именно он непосредственно командовал войсками в сражении, в котором не участвовал Макклеллан), вследствие чего последний отказался служить под командованием Макклеллана и потребовал перевода на запад. Впоследствии Роузкранс стал одним из самых блестящих стратегов армии Союза.